# Headington
Headington – część miasta Oksford w Anglii, w hrabstwie Oxfordshire, w dystrykcie Oksford. Leży 4 km na północny wschód od centrum Oksfordu i 81 km na zachód od Londynu. W 2011 roku dzielnica liczyła 5764 mieszkańców.
Do najbardziej zasłużonych mieszkańców dzielnicy zaliczają się: J.R.R. Tolkien, autor serii Władca Pierścieni, C.S. Lewis, autor serii Opowieści z Narni.  
Dzielnica posiada bardzo liczną diasporę polską, z lokalną polską drużyną piłkarską Żubry Oxford.   
Do historycznej zabudowy Headington zalicza się średniowieczny kościół St. Andrew’s wraz z parafią i cmentarzem.    